# Llunada d'ulls petits
La llunada d'ulls petits, peix martell, martell, peix martell comú, cornuda o llunada comuna entre altres noms comuns (Sphyrna zygaena) és una espècie de tauró martell que viu en aigües temperades i tropicals. Interès comercial relatiu a les costes dels Països Catalans, ja que no és gaire abundant. Es pesca amb palangre. Podrien aprofitar-se'n la carn, les aletes, el fetge i les mandíbules.

## Morfologia
- Cos allargat i fusiforme.
- Cap aplanat i allargat en dos lòbuls on, als extrems, són col·locats els ulls (no ofereix gaire dubte d'identificació a causa de la seua forma de martell).
- Presenta cinc parells de fenedures branquials, les dues darreres per sobre de les pectorals.
- El color va del gris blavós al verd amarronat; els flancs són clars i el ventre, blanc grisós.
- El mascle madura entre els 210 i 240 cm. La femella ho fa quan té 304 cm aproximadament.
- Assoleix una longitud màxima entre 370 i 400 cm.

## Ecologia
És un potent nedador pelàgic que es troba tant prop de la costa com a mar oberta i preferentment en zones de fondària (de 20 a 400 m). És molt tolerant amb les temperatures de l'aigua. Pot realitzar migracions i tot sovint forma moles.
Menja petits peixos demersals i pelàgics. També crustacis i mol·luscs.
És vivípar placentari; amb 29 o 37 cries per ventrada que mesuren entre 50 i 61 cm.
Pot atacar als humans, la qual cosa el diferencia d'altres taurons martell com Sphyrna lewini. També pot percebre camps elèctrics per trobar les seves preses.